# Pancratium
Pancratium is een geslacht van bolgewassen uit de narcisfamilie (Amaryllidaceae). De soorten  komen voor in Afrika en Eurazië.

## Soorten
- Pancratium arabicum Sickenb.
- Pancratium bhramarambae Sadas.
- Pancratium biflorum Roxb.
- Pancratium canariense Ker Gawl.
- Pancratium centrale (A.Chev.) Traub
- Pancratium donaldii Blatt.
- Pancratium foetidum Pomel
- Pancratium illyricum L.
- Pancratium landesii Traub
- Pancratium longiflorum Roxb. ex Ker-Gawl.
- Pancratium maritimum L.
- Pancratium maximum Forssk.
- Pancratium nairii Sasikala & Reema Kumari
- Pancratium parvicoronatum Geerinck
- Pancratium parvum Dalzell
- Pancratium sickenbergeri Asch. & Schweinf.
- 'Pancratium st-mariae Blatt. & Hallb.
- Pancratium telanganense Sadas.
- Pancratium tenuifolium Hochst. ex A.Rich.
- Pancratium tortuosum Herb.
- Pancratium trianthum Herb.
- Pancratium triflorum Roxb.
- Pancratium verecundum Aiton
- Pancratium zeylanicum L.

... · 
Acis · 
Amaryllis · 
Boophone · 
Clivia · 
Crinum (Haaklelie) · 
Galanthus (Sneeuwklokje) · 
Hippeastrum · 
Hymenocallis · 
Leucojum (Narcisklokje) · 
Narcissus (Narcis) · 
Pancratium · 
Scadoxus · 
Sprekelia · 
Sternbergia · 
...